# Inge-Britt Gustafsson
Inge-Britt Gustafsson, född 1915, död 13 september 2011, var en svensk textilkonstnär.
Gustafsson utbildade sig till textilkonstnär utomlands, bland annat i Österrike. 1944 blir hon anställd av Östergötlands läns hemslöjdsförbund, och blir hemslöjdschef i Östergötlands län 1960. 1965 är hon länskonsulent, då hon blir anlitad för att ta fram broderimönster i länet.
Gustafsson var en trogen besökare vid Kammarmusik i Östergötlands konserter, och testamenterade vid sin död ett legat för en stipendiefond, för utdelning av Inge-Britt Gustafssons musikstipendium om 20 000 kronor.